# Oddone I (vescovo di Novara)
Oddone I (Piemonte, ... – Novara, settembre 858) è stato un vescovo italiano.
Da alcune biografie è indicato anche con il nome di Dodone.

## Biografia
Oddone I nacque in data sconosciuta, in terra piemontese.
Fu eletto vescovo di Novara ad aprile dell'848 e rimase in carica nella propria sede fino alla sua morte, a settembre dell'858.
Durante il proprio episcopato, ricevette dall'imperatore Ludovico il Bavaro un diploma di conferma dei privilegi ecclesiastici della diocesi di Novara, la quale forniva anche immunità al proprio reggente.